# Ámol
Amol (kiejtése: [ɒmol], perzsa آمل Āmol) egy város Észak-Iránban, Māzandarān tartományban.

## Fekvése
A Haraz folyó völgyében, 20 km-re délre található a Kaszpi-tengertől és 10 km-re északra az Elbrusz hegységtől.

## Történelme
Régészeti leletek szerint a város és környéke már 29 ezer évvel ezelőtt lakott volt. A Szászánida időszak alatt a régió és az ország fővárosa volt. A város is az iszlám követője lett az Abbasid kalifátus alatt. Miután a mongolok elpusztították, Sari Mazandaran fővárosává vált.
Érdekes a környékbeli falvak lakóinak népviselete és használati tárgyai.

## Kereskedelem
A város narancs-, rizs-, vas- és szénkereskedelem központja.

## A környék természeti nevezetességei

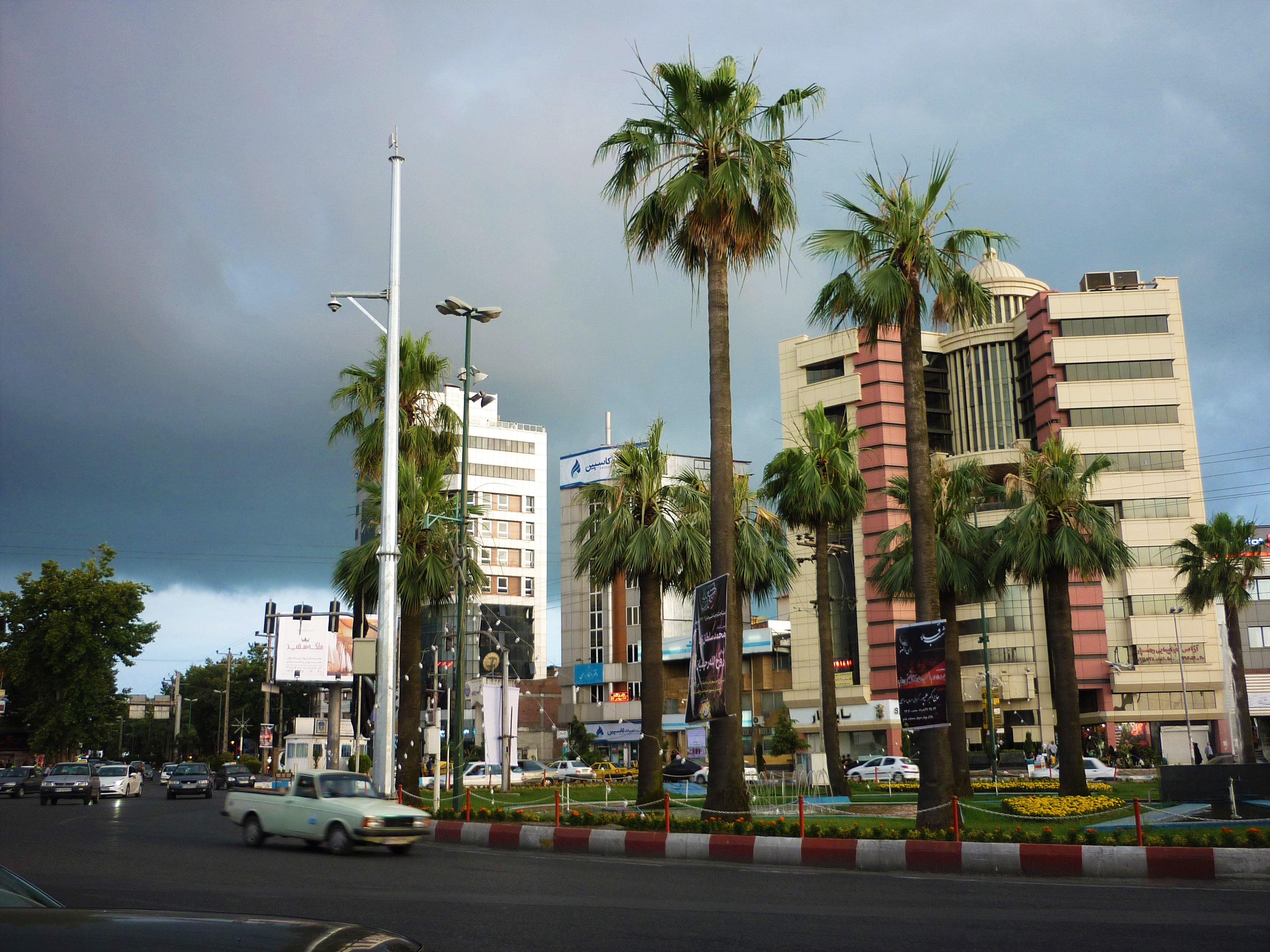
Ámol látképe

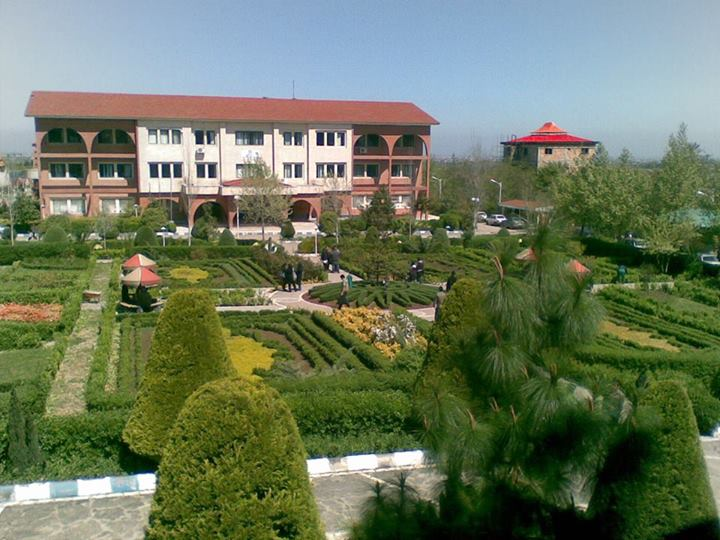
Amol. az egyetem épülete és parkja

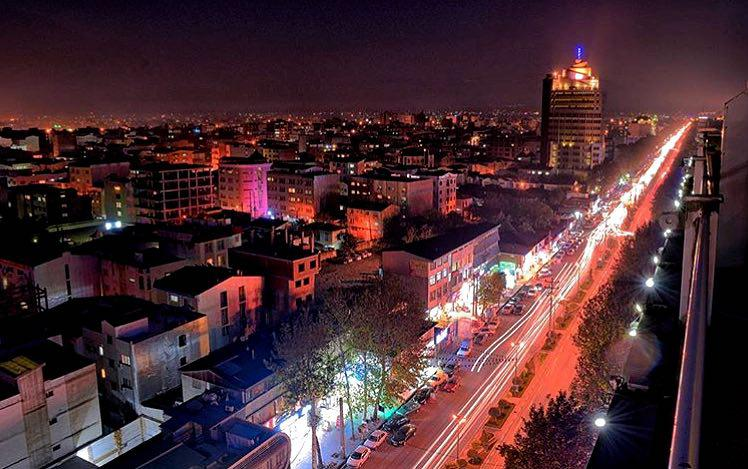
Ámol éjszakai fényben

- Damāwand, 5610 m magasságával a Közel- és Közép-Kelet legmagasabb hegye
- Lar Park és Dam, Larijan
- Haraz folyó érdekes folyóval
- Haraz Forest Park a Teherán és az Āmol közötti útvonalon
- Ab-Esk, termálforrások bőrbetegségek kezelésére
- Larijan termálforrások bőrbetegségek kezelésére
- Amolu forrás - a víz alkalmas bélbetegségek kezelésére
- Alomol vízesés, több mint 100 méter magas, gyönyörű permetezéssel
- Yachi vízesés, teljesen jeges vízesés, 5,100 m tengerszint feletti magasságban
- Schahandascht Waterfall
- Deryuk vízesés
- Tala Park (Golden Park)
- Alimastan erdő, Ziaro és Blairan
- Qasim szentély a 8. századból
- Schekl Shah felirattal
- Malek Bahman (Bahman vár), 1. század
- Sasanian bazár a 2. századból

## Galéria

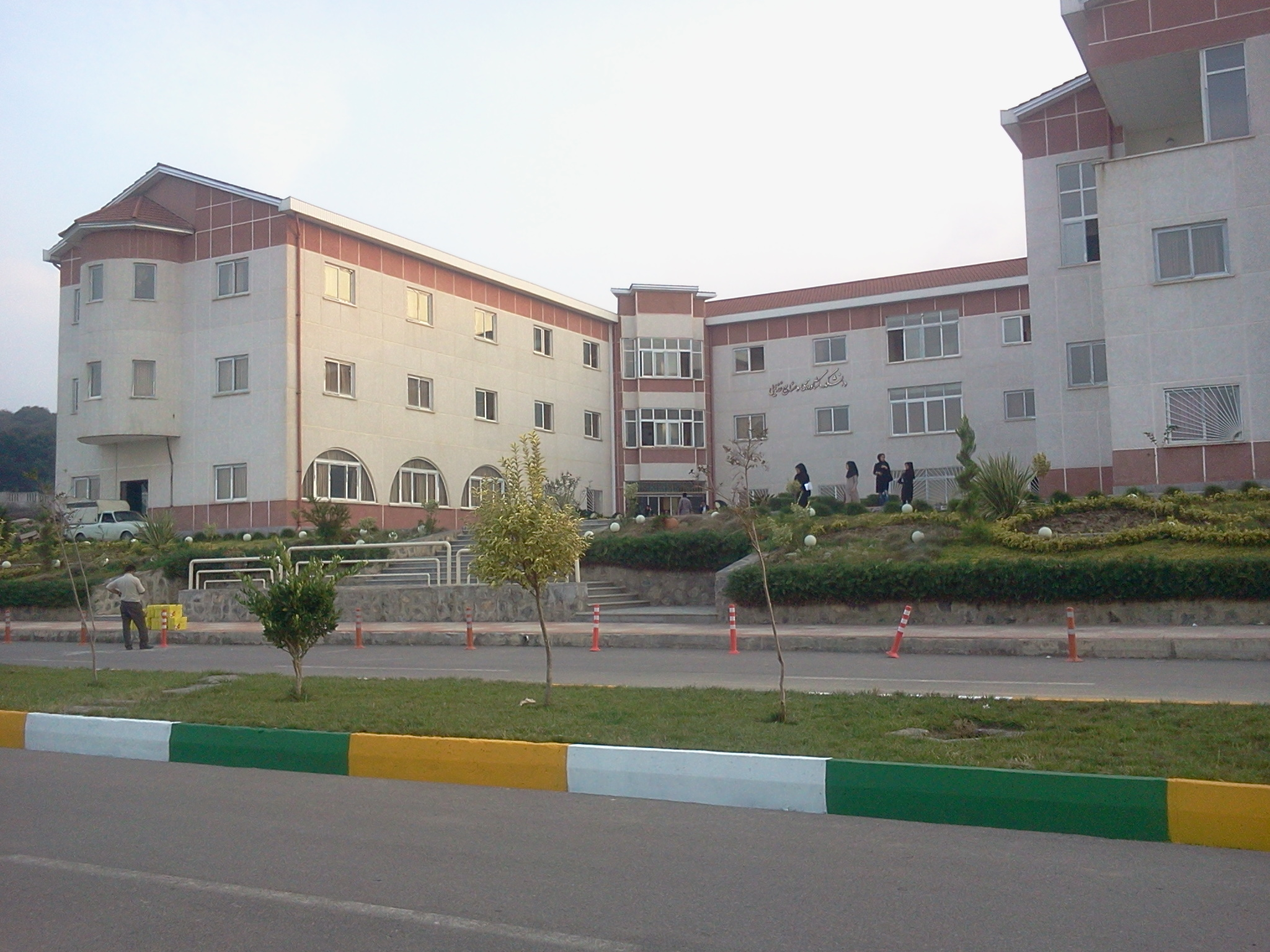
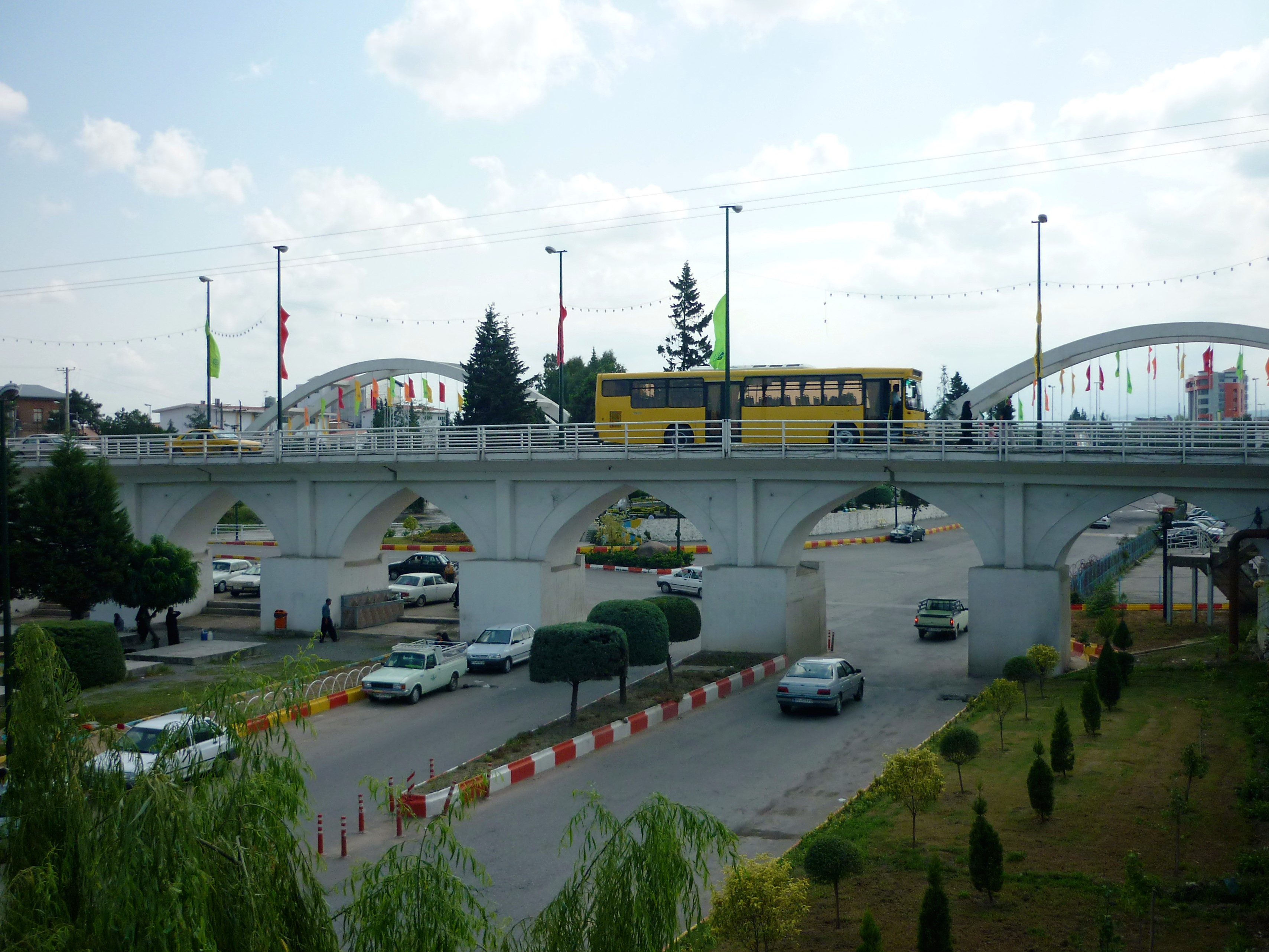
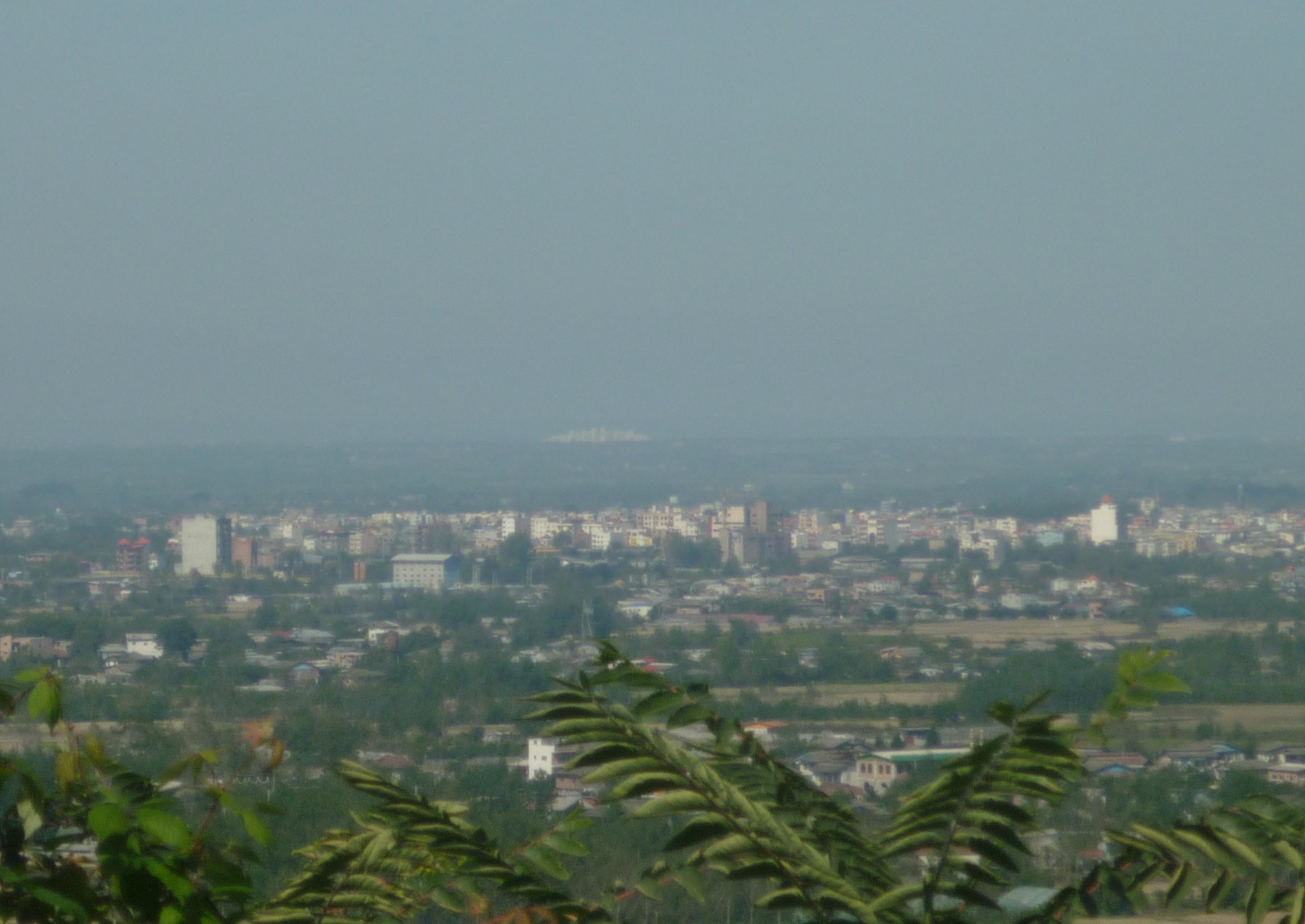
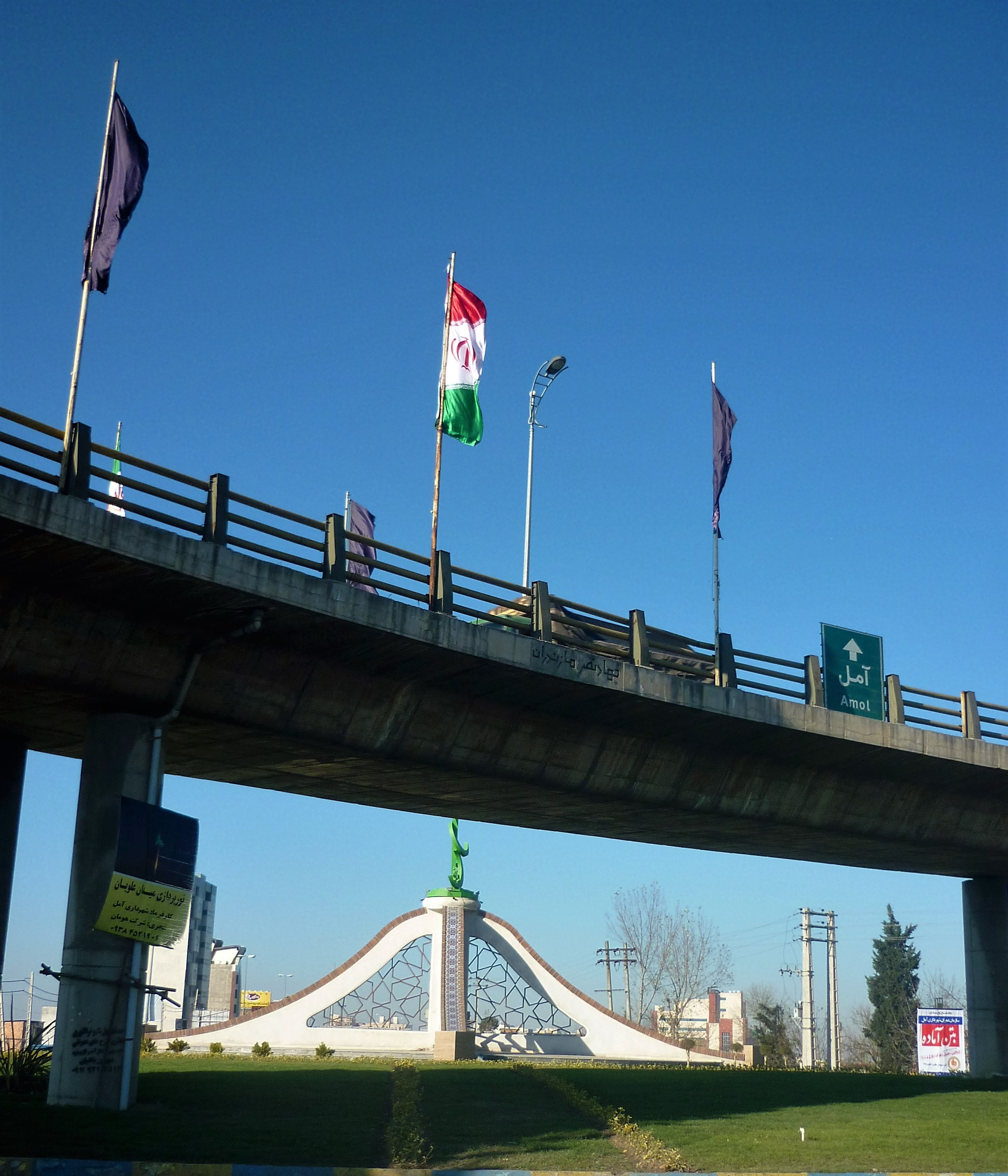
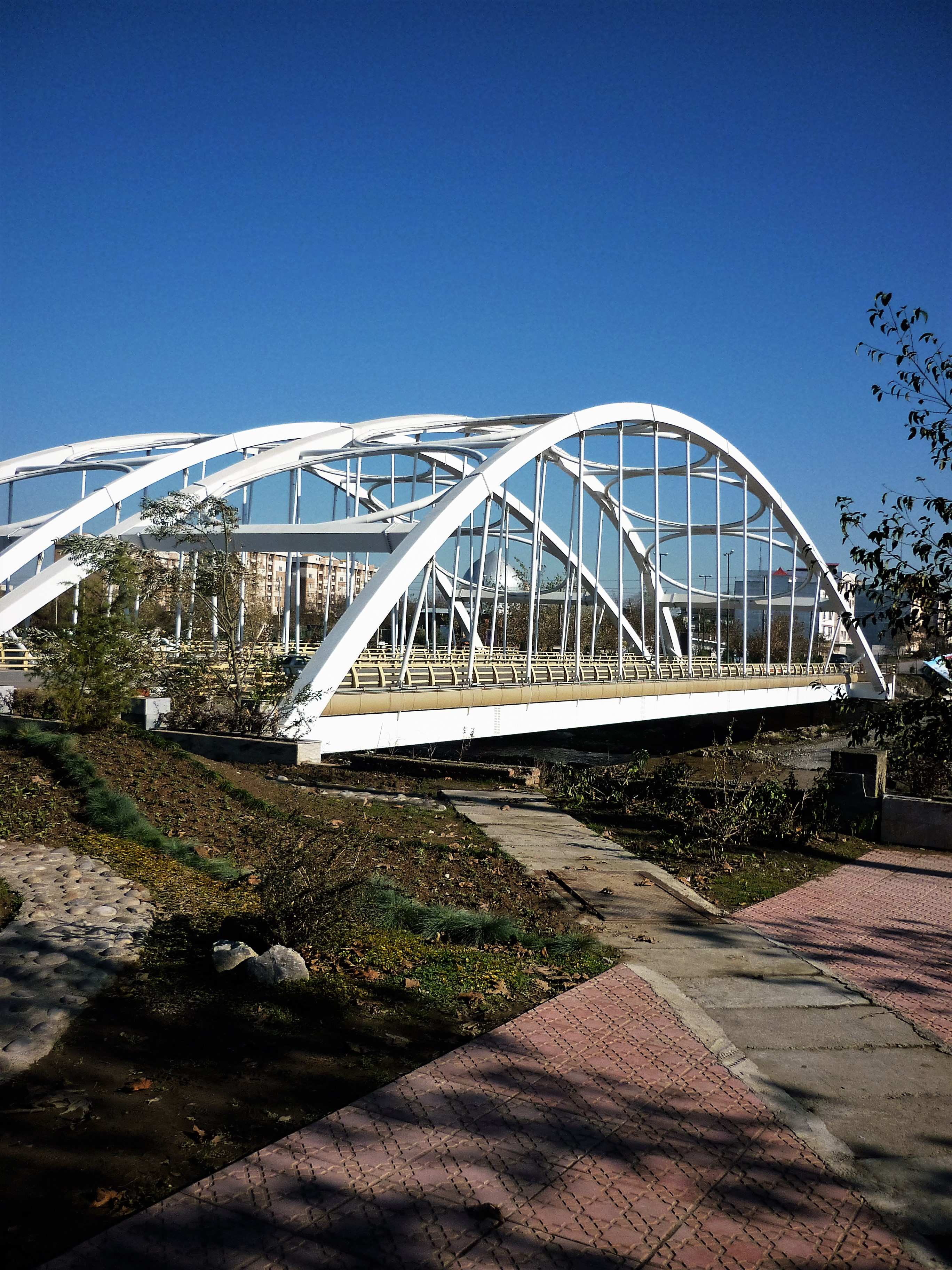
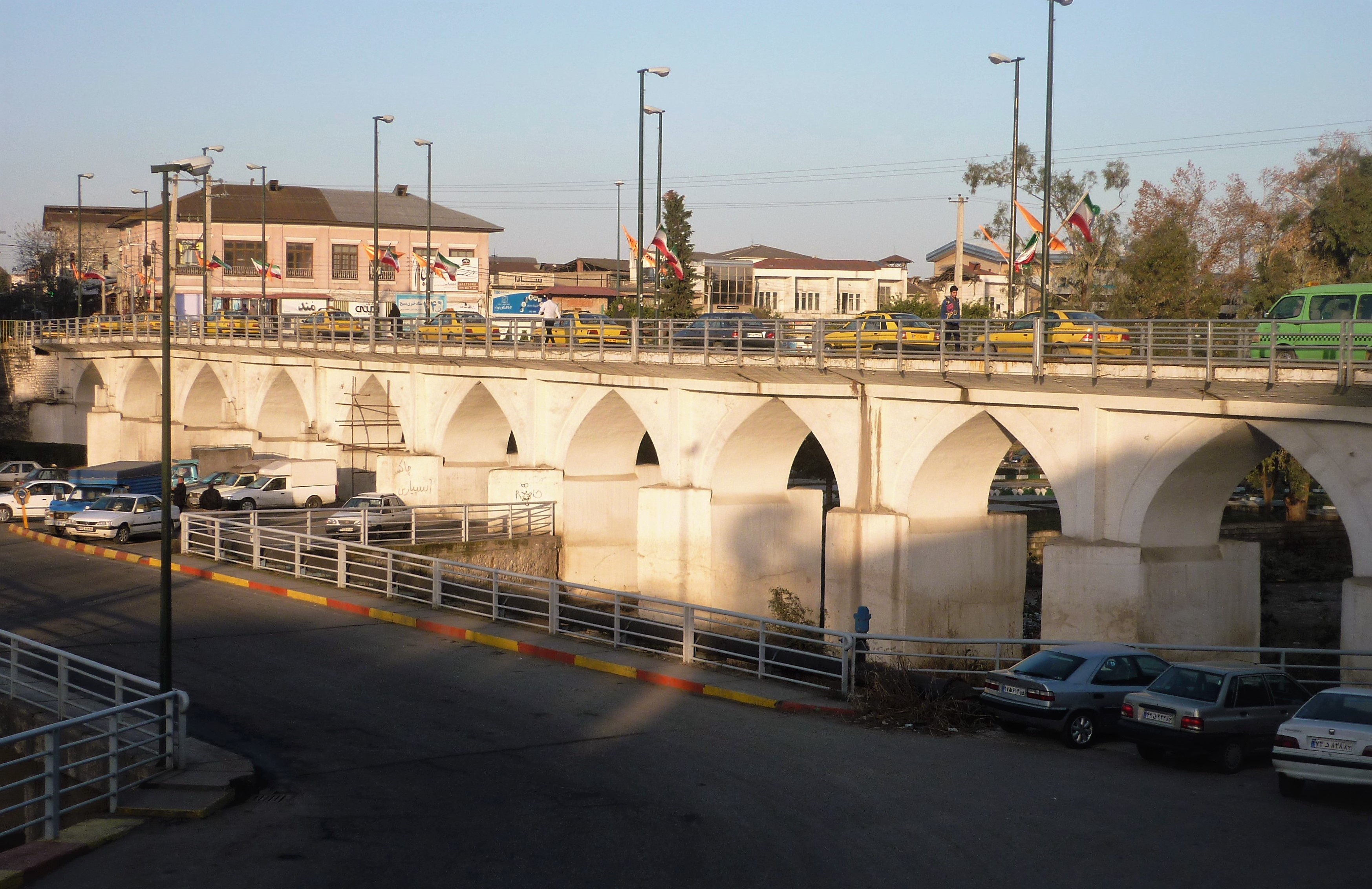
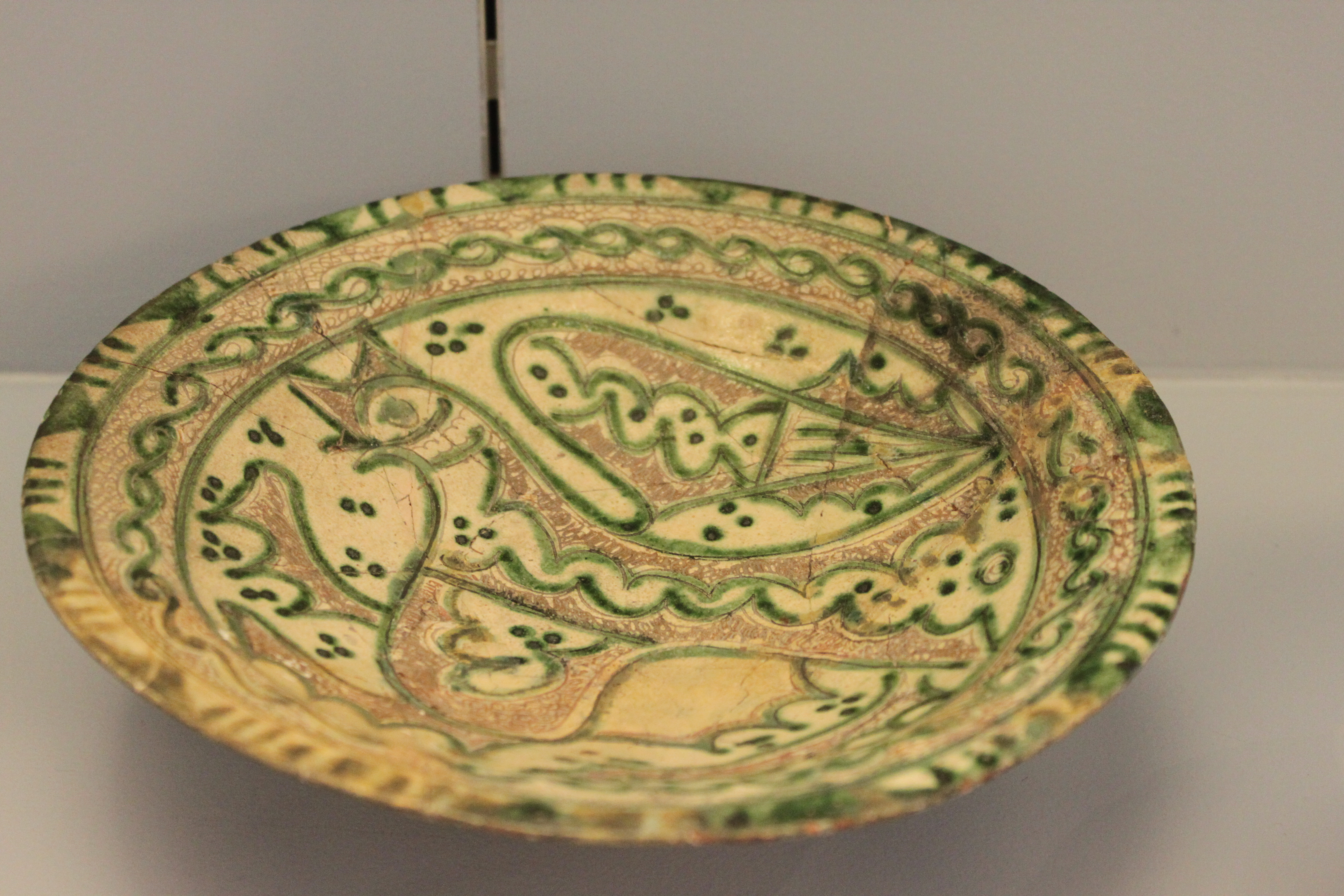

## Történelmi nevezetességek

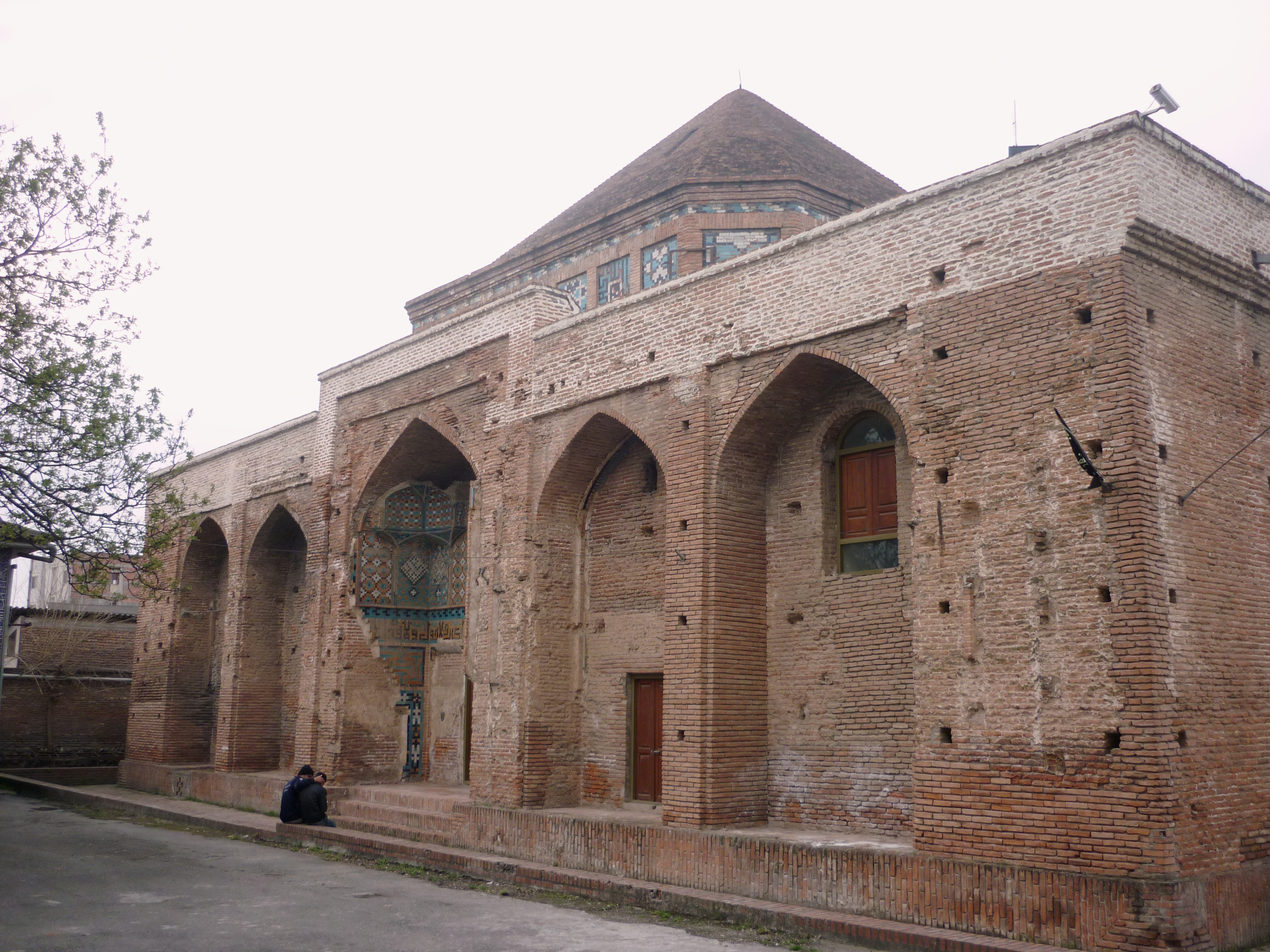

- Péntek mecset (masjid jami) a 8. század alapstruktúrájával
- Mashhad Mirbozorg mauzóleum a 8. századból
- Mir Heydar Amoli kegyhely, VIII. Század
- Imamzadeh Ebrahim, sír, 9. század
- Imamzadeh Abdollah sír
- Szaszanian tűz templom
- Imam Hassan Askari-mecset
- Aschraf fürdő, 8. század, Āmol legöregebb fürdője
- Shah Abbas fürdő
- Naser al-haqq temetkezési torony
- Gole-Zard és a Kafar-Keli barlangok, Larijan
- Davasdah Pelleh híd (tizenkétszintű híd), 120 m hosszú építészeti kiálló híd a 18. századból
- Moalagh híd
- Történeti Múzeum
- Agha Abbas mecset
- Mirza Kochakkhan mecset